# Luis Gabriel Segura
Luis Gabriel Segura   (San José de Fray Mamerto Esquiú, 21 d'agost de 1803 - Paraná, 13 d'octubre de 1862) va ser un sacerdot catòlic argentí, primer bisbe de la diòcesi de Paranà.

## Biografia
Fill de José Luis Segura i Francisca Cubas, va ingressar jove a l'Orde franciscà i va ser ordenat sacerdot el 3 de maig de 1829. Durant diversos anys va ser superior del convent franciscà de la seva ciutat i posteriorment va ser vicari forà de Catamarca, és a dir, representant a la província del bisbe de Salta. El 1855 va formar part de la Convenció provincial que va dictar la Constitució de la Província de Catamarca.
Després de la batalla de Caseros, l'Argentina va quedar dividida de fet en dos estats: la Confederació Argentina i l'Estat de Buenos Aires; la capital de la primera es va establir a Paranà, una ciutat secundària que va adquirir una importància nacional i internacional inesperada. El govern del president Justo José de Urquiza, autoritzat pel Congrés, va iniciar els tràmits davant la Santa Seu per crear en aquesta ciutat un bisbat, cap d'una diòcesi que inclogués les províncies d'Entre Ríos, Corrientes i Santa Fe, separant-la de la diòcesi de Buenos Aires.
Encara abans de la creació del bisbat, el govern va proposar a la Santa Seu el nom del rector de Nogoyá i canonge honorari de la Catedral de Buenos Aires, José Leonardo Acevedo, però aquest va morir el 18 de febrer de 1858. Aquest any va arribar a Paranà el visitador apostòlic Marino Marini, qi va crear el Vicariat Apostòlic Paranaense, amb seu a la capital de la Confederació, i va nomenar vicari a Miguel Vidal, capellà de l'Església Matriu; d'aquesta manera va separar les tres províncies litorals de l'obediència al bisbe de Buenos Aires. Finalment, per la butlla Vel a primis, el 13 de juny de 1859 va quedar creada la diòcesi de Paranà. La mateixa va ser celebrada a la capital de la Confederació el 23 d'octubre, exactament el mateix dia en què Urquiza derrotava a Buenos Aires a la batalla de Cepeda, iniciant el camí per a la reunificació del país.
A proposta del Congrés, el 20 de juny de 1860 va ser nomenat bisbe Luis Gabriel Segura, consagrat el 19 d'agost de 1860 per monsenyor Nicolás Aldazor, bisbe San Juan de Cuyo a la seva pròpia seu. El mes d'agost va escriure la seva primera carta pastoral, que versava sobre la caritat, titulada Caríssims, estimem-nos els uns i els altres, per que la caritat procedeix de Déu.
D'altra banda, a part de visitar algunes de les principals i més properes parròquies, no va aconseguir realitzar gairebé res remarcable, ja que el seu mandat va coincidir amb la crisi política de la derrota de la Confederació a Pavón i la violenta reunificació nacional. A principis de 1862, Segura va viatjar a la seva província natal a instàncies del vencedor de Pavón, general Bartolomé Mitre, per convèncer els federals de deposar tot intent de resistència davant la invasió a les províncies de l'interior per part de les forces portenyes. Va aconseguir la renúncia del governador Samuel Molina, i el seu successor, Francisco Rosa Galíndez, va ser forçat a cedir el poder a un unitari, Moisés Omill. El partit federal va ser proscrit.
De retorn a Paranà, Segura va passar diversos mesos malalt i va morir a l'octubre de 1862, l'endemà de l'assumpció del primer president que va aconseguir governar a tot el país.
Les seves despulles descansen a la Catedral de Paranà.